# جرن الحيمي (يريم)

تعديل مصدري - تعديل

جرن الحيمي محلة تابعة لقرية مرسع، التابعة لعزلة عبيدة بمديرية يريم إحدى مديريات محافظة إب في الجمهورية اليمنية، بلغ تعداد سكانها 30 حسب تعداد اليمن لعام 2004.